# Didier Kiki
Didier Kiki, född 30 november 1995, är en friidrottare från Benin. Han deltog vid olympiska sommarspelen 2016 och olympiska sommarspelen 2020.